# Liriomyza fasciventris
Liriomyza fasciventris este o specie de muște din genul Liriomyza, familia Agromyzidae. A fost descrisă pentru prima dată de Becker în anul 1907. Conform Catalogue of Life specia Liriomyza fasciventris nu are subspecii cunoscute.